# Vengeance (álbum)
Vengeance  es el primer álbum de estudio y álbum debut de la banda británica de rock New Model Army.
A pesar de su poco éxito es considerado uno de los clásicos del post-punk aun siendo el álbum debut del grupo. Alcanzó las posiciones del UK Indie Chart.
En 1987 se saco la edición "The Independent Story" en la cual se incluyen sencillos extra del álbum.

## Lista de canciones
En el siguiente listado de canciones se encuentra los sencillos originales del álbum a diferencia de la edición "The Independent Story" que tiene sencillos extras.

Todas las canciones escritas y compuestas por New Model Army. 
| Vengeance |                           |          |  |
| N.º       | Título                    | Duración |  |
| 1.        | «Christian Militia»       | 03:25    |  |
| 2.        | «Notice Me»               | 02:36    |  |
| 3.        | «Small Town England»      | 03:19    |  |
| 4.        | «A Liberal Education»     | 05:27    |  |
| 5.        | «Vengeance»               | 04:06    |  |
| 6.        | «Sex (The Black Angel)»   | 03:25    |  |
| 7.        | «Running in the Rain»     | 03:52    |  |
| 8.        | «Spirit of the Falklands» | 03.43    |  |
| 29:55     |                           |          |  |

### Edición The Independent Story
En la edición The Independent Story se encuentran los siguientes sencillos incluidos en la edición al igual que incluye todo el álbum de estudio de Vengeance. También se incluye el sencillo "Great Expectations" y el sencillo "Notice Me" que son una edición de The Peel Session.
- "Bittersweet" - 03:06
- "Betcha" - 02:30
- "Tension" - 02:11
- "Great Expectations" (The Peel Session) - 03:12
- "Waiting" - 03:27
- "The Price" - 03:25
- "1984" - 03:16
- "No Man's Land" - 03:31
- "Notice Me" (The Peel Session) - 02:48

## Personal
- Justin Sullivan - voz, guitarra, composición
- Stuart Morrow - bajo, vocal de apoyo
- Robb Heaton - batería

### Personal adicional
- Ian O'Higgins - ingeniero
- Joolz - diseño de portada y arte